# Stephan Hegyi
Stephan Hegyi (25 luglio 1998) è un judoka austriaco.

## Biografia
Ha rappresentato l'Austria al Festival olimpico della gioventù europea di Tbilisi 2015, dove ha vinto la medaglia d'oro nella categoria 90 chilogrammi, vincendo la finale contro l'ucraino Vladyslav Berezka.

## Palmarès
- Europei

Tel Aviv 2018: bronzo nei +100kg.
- Giochi europei

Minsk 2019: bronzo nei +100 kg.
- Festival olimpico della gioventù europea

Tbilisi 2015: oro nei +90 kg.
- Campionati mondiali juniores:

Zagabria 2017: argento nei +100kg.
- Campionati europei juniores:

Maribor 2017: argento nei +100kg.
- Campionati mondiali cadetti:

Sarajevo 2015: bronzo nei +90kg.
- Campionati europei juniores:

Atene 2014: bronzo nei +90kg.